# تشن شورن
تشن شورن (بالصينية: 陳樹人)، هو رسام صيني، من مواليد 1884، وتوفي سنة 1948، كان تشن شارك في تأسيس مدرسة لينغنان مع غاو جيانفو وغاو كيفنغ.